# Coccoloba lanceolata
Coccoloba lanceolata är en slideväxtart som beskrevs av Gustav Lindau. Coccoloba lanceolata ingår i släktet Coccoloba och familjen slideväxter. Inga underarter finns listade i Catalogue of Life.